# Функція Веєрштрасса

Графік функції Веєрштрасса на інтервалі [-2, 2]. Цей графік має фрактальний характер: збільшення (у червоному колі) подібне до всього графіка.

Функція Веєрштрасса — приклад неперервної функції, яка ніде не має похідної; контрприклад для гіпотези Ампера.

Еволюція кривої функції Вейєрштрасса при лінійному зростанні значення від до, при фіксованому рівні недиференційовність починається з.

Функція Веєрштрасса задається на всій дійсній прямій єдиним аналітичним виразом:
{\displaystyle w(x)=\sum _{n=0}^{\infty }b^{n}\cos(a^{n}\pi x)},
де {\displaystyle a} — довільне непарне число, а {\displaystyle b} — додатне число, менше одиниці. Цей функціональний ряд мажорується рядом
{\displaystyle \sum _{n=0}^{\infty }b^{n}},
тому функція {\displaystyle w} визначена і неперервна при всіх дійсних {\displaystyle x}. Проте ця функція не має похідної принаймні при
{\displaystyle ab>{\frac {3}{2}}\pi +1}.
Для доведення відсутності похідної в довільній точці {\displaystyle x_{0}}, будують дві послідовності {\displaystyle \{x_{m}'\}} і {\displaystyle \{x_{m}''\}}, що збігаються в точці {\displaystyle x_{0}}, та доводять, що відношення
{\displaystyle {\frac {f(x_{m}')-f(x_{0})}{x_{m}'-x_{0}}}} і {\displaystyle {\frac {f(x_{m}'')-f(x_{0})}{x_{m}''-x_{0}}}}
мають різні знаки принаймні за
{\displaystyle ab>{\frac {3}{2}}\pi +1} і {\displaystyle a>1}.
Для побудови зазначених послідовностей попередньо визначають такі цілі числа {\displaystyle a_{m}}, щоб різниця
{\displaystyle a^{m}x_{0}-a_{m}=x_{m+1}}
лежала між {\displaystyle -{\tfrac {1}{2}}} та {\displaystyle {\tfrac {1}{2}}}, а потім вважають, що
{\displaystyle x_{m}'={\frac {a_{m}-1}{a^{m}}}} і {\displaystyle x_{m}''={\frac {a_{m}+1}{a^{m}}}}.
Відсутність похідної у всіх точках за загальніших умов
{\displaystyle ab\geq 1} та {\displaystyle a>1}
була встановлена Гарді.

## Історична довідка
У 1806 році Ампер зробив спробу довести аналітично, що всяка «довільна» функція диференційована всюди, за винятком «виняткових та ізольованих» значень аргументу. При цьому приймалося за очевидне можливість розбиття інтервалу зміни аргументу на частини, в яких функція була б монотонною. З цими зауваженнями гіпотезу Ампера можна розглядати як несуворе формулювання теореми Лебега. У першій половині XIX століття робилися спроби довести гіпотезу Ампера для ширшого класу, саме для всіх неперервних функцій. У 1861 році Ріман навів своїм слухачам як контрприклад таку функцію
{\displaystyle r(x)=\sum \limits _{n=1}^{\infty }{\frac {\sin n^{2}x}{n^{2}}}};
проте дослідження диференційованості цієї функції надзвичайно складне. У 1970 році Дж. Джевер довів, що ця функція все ж має похідну в деяких раціональних точках. У 1872 році Веєрштрасс зазначив простіший контрприклад — введену вище функцію {\displaystyle w} та надав суворе доведення її недиференційованності. У пресі цей приклад вперше з'явився у 1875 році в роботі Дюбуа-Реймона. Ще простіший приклад належить ван дер Вардену (1930):
{\displaystyle v(x)=\sum \limits _{n=0}^{\infty }{\frac {\{10^{n}x\}}{10^{n}}}},
де фігурні дужки означають дробову частину.